# Slovenska gozdarska šola
Slovenska gozdarska šola temelji na sonaravnem, trajnostnem (vzdržnem), multifunkcionalnem gospodarjenju z gozdovi. Izhaja iz tradicije gospodarjenja z gozdovi, ki izhajajo iz priporočil Marije Terezije iz leta 1774, v katerih so tedanji gozdarji priporočali, da se na ranljivih kraških tleh ne gospodari z golosečnjami. Leta 1950 je Maks Wraber, eden od ustanoviteljev Gozdarskega inštituta Slovenije (GIS), utemeljil načela gojenja gozdov na osnovi gozdne genetike, v praksi jih je na področju gozdnega semenarstva in drevesničarstva udejanjil Miran Brinar (1961), dolgoletni direktor GIS, v splošni gozdnogospodarski praksi pa jih je utemeljil Dušan Mlinšek (tudi predsednik IUFRO 1981 - 1986).

## Cilji
Slovenska gozdarska šola (Kraigher et al 2018; termin prvič uporabljen na IUFRO kongredu 2017 v Freiburgu, Nemčija) sledi naslednjim načelom:
- prilagajanje gospodarjenja z gozdovi značilnostim rastišč in naravnemu razvoju gozdov;
- aktivno ohranjanje naravnih populacij gozdnega drevja;
- varovanje in ohranjanje biotske raznovrstnosti v gozdovih;
- podpora bio-ekološki in ekonomski stabilnosti gozdov s povečevanjem lesne zaloge;
- nega gozdov se izvaja v vseh razvojnih fazah in oblikah gozda za podporo vitalnemu in kakovostnemu drevju, ki lahko optimalno zagotavljajo vse funkcije gozdov;
- v vseh gozdovih je podprta predvsem naravna obnova;
- v kolikor se uporablja za obnovo gozdov gozdno seme in sadike, morajo biti ustreznega izvora / ustreznih provenienc, in uporabi se lahko samo primerne vrste gozdnega drevja.

Navedena načela so predpisana tudi v Zakonu o gozdovih (1993) in v Resoluciji o nacionalnem gozdnem programu (2007).
Slovensko gozdarsko šolo z UKREPI ZA GENETSKO VARSTVO GOZDOV dopolnjuje Slovenski program za ohranjanje gozdnih genskih virov - SIFORGEN.